# John Howard (politikus)
John Winston Howard OM (Sydney, Ausztrália, 1939. július 26. –) ausztrál politikus, Ausztrália 25. miniszterelnöke. Hivatali ideje a második leghosszabb Sir Robert Menzies után. Egyben ő az elnöke az Ausztrál Liberális Pártnak is, amelynek elnöki székét 1985-ben foglalta el.
Első jelentős pozíciója az 1977–1983 közti Fraser-kormány pénzügyminiszteri széke volt.
Pártelnöki tisztségével egyidőben kapta meg az ellenzéki koalíció vezetési tisztségét is, amelynek 1989-ig tartó időszakában összemérte erejét Bob Hawke-val az 1987-es szövetségi választásokon.
Az ő vezetésével nyerte meg a Liberális-Nemzeti pártszövetség az általános választásokat 1996. március 2-án, ahol az akkori miniszterelnök, Paul Keating nevével fémjelzett Munkáspártot utasították maguk mögé. Ezzel egy rekordhosszúságú, 13 évig tartó ellenzékiségnek vetettek véget.
Hivatalába március 11-én iktatták be. Utána még három választást megnyert (1998, 2001, 2004), de 2007. november 24-én elbukta a választásokat a Kevin Rudd vezette Munkáspárt ellenében.

## Korai évei
Lyall és Mona Howard negyedik gyermekeként született. Szülei 1925-ben házasodtak össze. Testvérei Stanley (1926), Walter (1929) és Robert (1936).
Sydney Earlwood nevű külvárosában nőtt fel. Édesanyja irodai munkás, édesapja és nagyapja két benzinkutat üzemeltetett, ahol gyermekkorában ő is dolgozott. Lyall 1955-ben meghalt, így édesanyjának egyedül kellett gondoskodnia a családról.